# نهر الدون

## جمهورية قوزاق الدون المستقلة
في القرن السادس عشر أقام القوزاق في الحوض الأدنى للنهر جمهورية قوزاق الدون المستقلة، وكان ستنكا رازين أشهر زعمائهم. خضعت اسميا للقياصرة عام 1614 ولكن ظلت لها حكومتها المستقلة ذاتيا حتى انهارت في فتنة بوجاتشوف 1775. اشتهرت بأغانيها وألحانها الشعبية.